# ISO 3166-2:BO

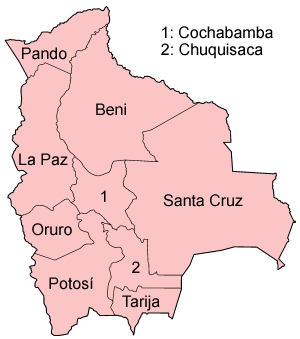
Mapa administrativního členění státu Bolívie

Kódy ISO 3166-2 pro Bolívii identifikují 9 departementů. První část (BO) je mezinárodní kód pro Bolívii, druhá část sestává z jednoho velkého písmena identifikujícího departement.

## Seznam kódů
| Kód  | Department |
| ---- | ---------- |
| BO-B | El Beni    |
| BO-C | Cochabamba |
| BO-H | Chuquisaca |
| BO-N | La Paz     |
| BO-N | Pando      |
| BO-O | Oruro      |
| BO-P | Potosí     |
| BO-S | Santa Cruz |
| BO-T | Tarija     |